# Sangiano
Sangiano (Sangiàn in dialetto varesotto) è un comune italiano di 1 423 abitanti della provincia di Varese in Lombardia.
Confina a nord-ovest con Laveno Mombello, a nord-est con Caravate e a sud con Leggiuno. Si trova a un paio di chilometri dal Lago Maggiore e dall'Eremo di Santa Caterina del Sasso.

## Origini del nome
Il toponimo dovrebbe indicare l'antica presenza sul territorio di una chiesa intitolata a san Giovanni; non a caso nei documenti più antichi il paese viene menzionato come Sangiuan, Scanzan o Sanzano, dai quali col passare del tempo si sarebbe giunti a “Sangiano”. Le fonti storiche non fanno diretto riferimento al culto di questo santo, ma parlano di una chiesa e un altare siti nel vicino territorio di Leggiuno, oltre a un battistero presso San Clemente (monte Picuz), visibile almeno fino al XVI secolo. A questa teoria se ne aggiunge un'altra formulata dall'Olivieri (Dizionario di Toponomastica lombarda), che vede nel toponimo un derivato dell'appellativo "sencia" o "singia" (dal Latino cingula), da intendersi come traslato geomorfologico per designare “striscia sottile di terreno”.

## Storia
La comunità di Sanzano, appartenente alla pieve di Leggiuno, fu nominata per la prima volta negli Statuti delle strade ed acque del Contado di Milano del 1346 fra le località tassate per la manutenzione della strada di Rho. 
Nel 1491 il duca di Milano Gian Galeazzo Sforza infeudò Sangiano, con i vicini centri di Leggiuno, Bosco e Mombello, al suo prefetto di caccia Francesco Cremona. Il feudo passò poi ai Trivulzio, quindi di nuovo ai Cremona detti Favagrossa. Infine, nel 1643, fu acquistato dai Besozzi del ramo di Bardello, che lo mantennero con il titolo di conti fino al 1811.
Nel censimento del 1770 il comune contava 218 abitanti, ripartiti in 38 famiglie, e risultava diviso in tre nuclei insediativi denominati "cantoni". È documentata, all'epoca, la presenza di una casa di frati Agostiniani Scalzi. Il territorio era interamente occupato da una fitta rete di poderi sia “in monte” che a valle, coltivati a vite, gelsi e cereali o usati come pascolo. 
In seguito alla formazione del Regno Lombardo-Veneto, nel 1816, il paese entrò a far parte della provincia di Como, distretto XVI di Gavirate. All'Unità d'Italia, nel 1861, gli abitanti erano saliti a 478.
Tra Ottocento e Novecento, periodo contraddistinto da un ragguardevole incremento demografico, si poté assistere all'espansione e all'abbellimento dell'antico abitato, con l'apertura di nuove vie e la costruzione di moderni edifici: il palazzo del municipio, l'asilo infantile e numerose ville. Una di queste, Villa Fantoni, è da alcuni decenni patrimonio pubblico, grazie al lascito dell'ultima e compianta proprietaria, la benefattrice Maria Enrichetta Fantoni. Con il suo bel parco ospita feste, mostre e manifestazioni. Nei mesi estivi molti sangianesi, soprattutto muratori, andavano all'estero in cerca di lavoro: nell'estate del 1914 erano ben 250 i sangianesi sparsi per l'Europa e 6 quelli residenti in America. In patria le industrie locali stavano ormai soppiantando le attività agricole e su 900 abitanti si contavano circa 200 fra operai e operaie.
Un grande sindaco e benefattore fu, nel lontano passato, Giuseppe Besozzi (1822-1901), alla cui memoria sono oggi dedicate le Scuole elementari e la via principale del paese. Fra le famiglie "storiche" di Sangiano, oltre ai Fantoni e ai Besozzi, si ricordano nelle loro varie ramificazioni, i Bizzozzero, i Cerutti, i De Ambrosis, i Luvini, i Masciocchi, gli Ossola e i Reggiori.
Il 19 novembre 1906 il cardinale Andrea Carlo Ferrari eresse Sangiano in parrocchia autonoma, smembrandola da quella di Leggiuno. Nel suo territorio sono situati tre luoghi di culto: la parrocchiale, dedicata a S. Andrea Apostolo, l'oratorio della Madonna del Rosario e, sul monte Sangiano (nel comune di Caravate), la chiesetta di S. Clemente. Dal 1º giugno 2008 le parrocchie di Arolo, Leggiuno e Sangiano sono unite nella comunità pastorale dei Ss. Primo e Feliciano.

### Simboli
Lo stemma e il gonfalone sono stati concessi con decreto del presidente della Repubblica del 26 aprile 1983.
Lo stemma di Sangiano è descritto come segue:
Approntato dall'amministrazione comunale nei primi anni Sessanta, lo stemma ricorda nel monte il monte Picuz; nella croce le chiese romaniche dei santi Clemente e Andrea; nel covone di spighe la tradizionale vocazione agricola del paese.
Il gonfalone è descritto come segue:
Drappo troncato di giallo e di rosso caricato dell'arma sopra descritta ed ornato di ricchi fregi d'argento.

## Monumenti e luoghi d'interesse

### Architetture religiose

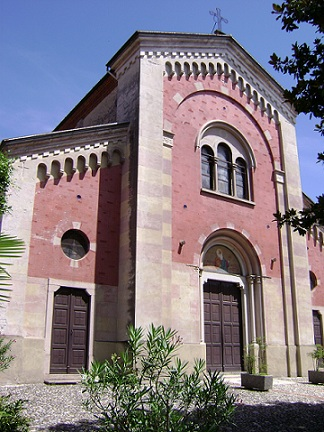
la parrocchiale di Sangiano

- Oratorio della Madonna del Rosario, già di S. Andrea. Fu menzionato per la prima volta nel Liber Notitiae Sanctorum Mediolani, alla fine del XIII secolo, fra gli edifici religiosi della pieve di Leggiuno. Era presente in esso un altare dedicato a san Giacomo di Zebedeo. La chiesetta attuale è frutto di parecchie modifiche avvenute nei secoli successivi. Di particolare interesse gli affreschi dell'abside, risalenti alla fine del Cinquecento.
- Chiesa parrocchiale di Sant'Andrea Apostolo. Costruita fra il 1903 e il 1904 su progetto dell'architetto Antonio Casati in stile romanico lombardo, precedette di poco la nascita della parrocchia di Sangiano, avvenuta nel 1906. Fu consacrata dal cardinale Alfredo Ildefonso Schuster durante la visita pastorale del 1934. Maestoso l'interno, suddiviso in tre navate. Nel catino absidale si conserva un pregevole organo "Mascioni" a trasmissione pneumatica risalente al 1915, restaurato dalla stessa Casa organaria nel 2009.

### Architetture civili
- Casa Fantoni. (Via Puccini). Presente nel catasto teresiano del XVIII secolo, è senz'altro molto più antica e conserva un interessante frammento di affresco votivo con la Vergine Maria fra santi datato 1614.

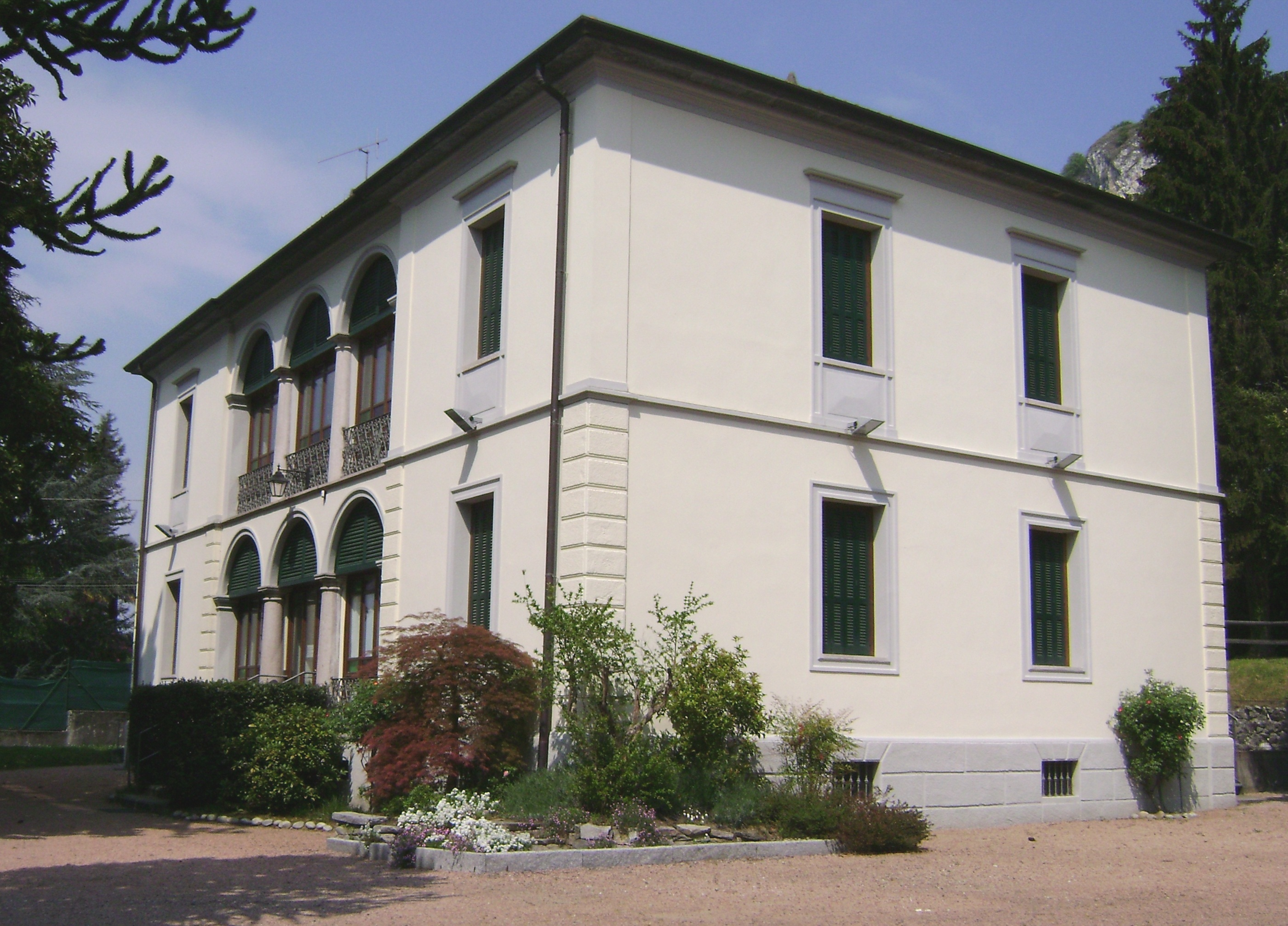
Villa Fantoni

- Villa Fantoni. (Via Besozzi). Storico immobile appartenente al Comune dal 1983. Secondo il testamento di Maria Enrichetta Fantoni (1900-1983), ultima proprietaria della villa, "tale proprietà deve restare interamente proprietà dei sangianesi, tramite esso comune, a condizione che il suo uso, oppure la sua rendita effettiva, oppure presunta, favorisca tutte quelle attività e/o associazioni pubbliche che perseguono attività rivolte al bene dei sangianesi" (Fonte: sito del Comune di Sangiano). Nel 2008, in memoria della benefattrice, è stato intitolato un tratto di strada recentemente aperto tra le vie Ronchet e IV Novembre.
- Antichi lavatoi. (Via IV Novembre e via Puccini). Via IV Novembre, nel centro abitato: lavatoio a pianta rettangolare in muratura, formato da due vasche rettangolari in lastroni di granito cementati (0,9 m × 1,05 m - 3,3 m × 1,8 m). Via Puccini, alle pendici del monte Sangiano: a pianta rettangolare con sei colonne in mattoni, costituito da un'unica vasca rettangolare (2,97 × 5,87 m)

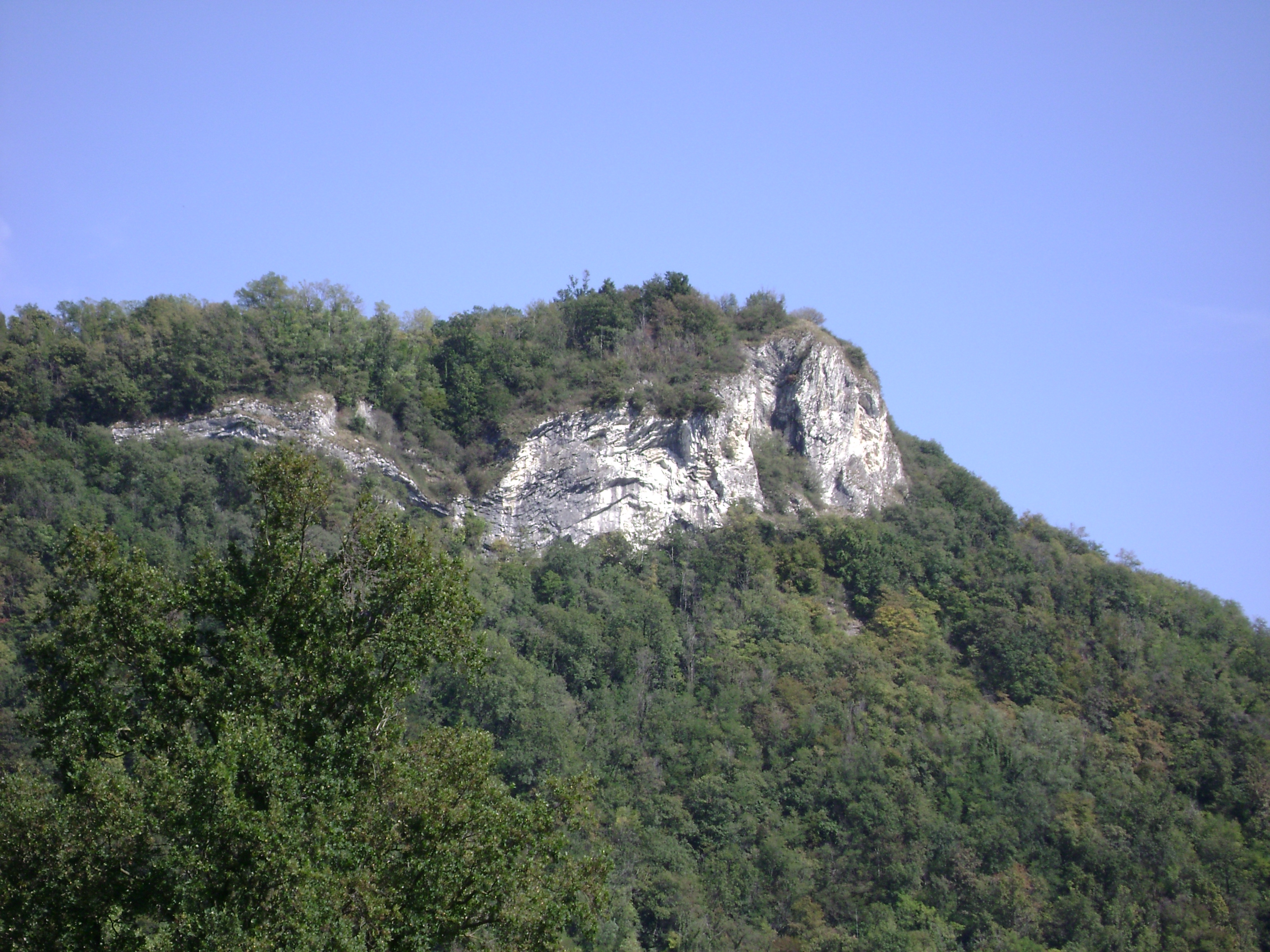
il Picuz, sperone roccioso che domina l'abitato

### Aree naturali
- Monte Sangiano (532 m). Classificato come SIC (sito d'importanza comunitaria). Di particolare rilievo è la presenza, anche se ormai fortemente ridotta, dei "prati magri": aree naturalistiche ricche di numerose specie animali e vegetali. Con il suo caratteristico "Picuz" (sperone di roccia), offre una vista spettacolare sul Lago Maggiore e i laghi varesini, oltre alla possibilità di svolgere escursioni lungo i numerosi e caratteristici sentieri immersi nella natura.
- Alla base della parete, a 400 m circa, si trova una falesia attrezzata per l'arrampicata sportiva. Il luogo è tranquillo e offre numerose vie di difficoltà tra 3b e 6c. La roccia è un buon calcare, un po' unto su alcune vie. L'esposizione è a sud, si può arrampicare tutto l'anno.

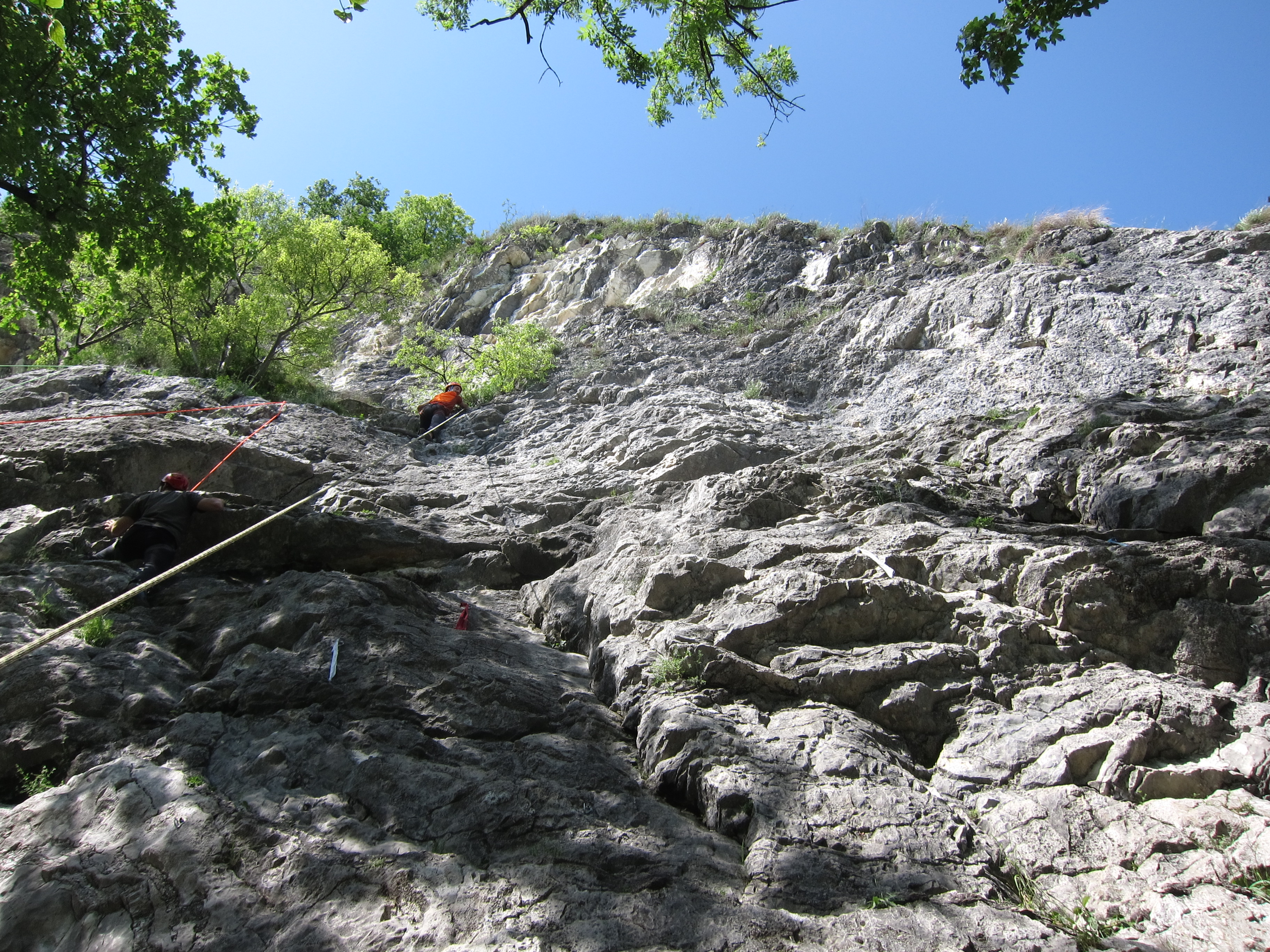
Arrampicatori scalano la parete di calcare alla falesia del Picuz di Sangiano

## Società

### Evoluzione demografica
- 208 nel 1751
- 255 nel 1805
- annessione a Leggiuno nel 1809
- 411 nel 1853
- 826 nel 1901
- annessione a Leggiuno nel 1927
- 1 123 nel 1971
- 1 559 il 31 dicembre 2013

Abitanti censiti

## Infrastrutture e trasporti
Possiede una propria fermata ferroviaria posta sulla linea Milano-Luino.

## Amministrazione

### Amministrazione territoriale
A seguito delle ristrutturazioni territoriali comunali avvenute durante l'età napoleonica e il fascismo, il comune è stato unito nel periodo 1809-1815 e nel periodo 1927-1963 a Leggiuno, detta Leggiuno-Sangiano nel XX secolo, comprendendo anche i soppressi comuni di Arolo, Ballarate e Cellina, oggi frazioni di Leggiuno.
Il 21 luglio 2013 la cittadinanza ha festeggiato il 50º di ritorno all'autonomia.
Il comune fa parte dell'Unione dei comuni del Medio Verbano.